# Geográfus

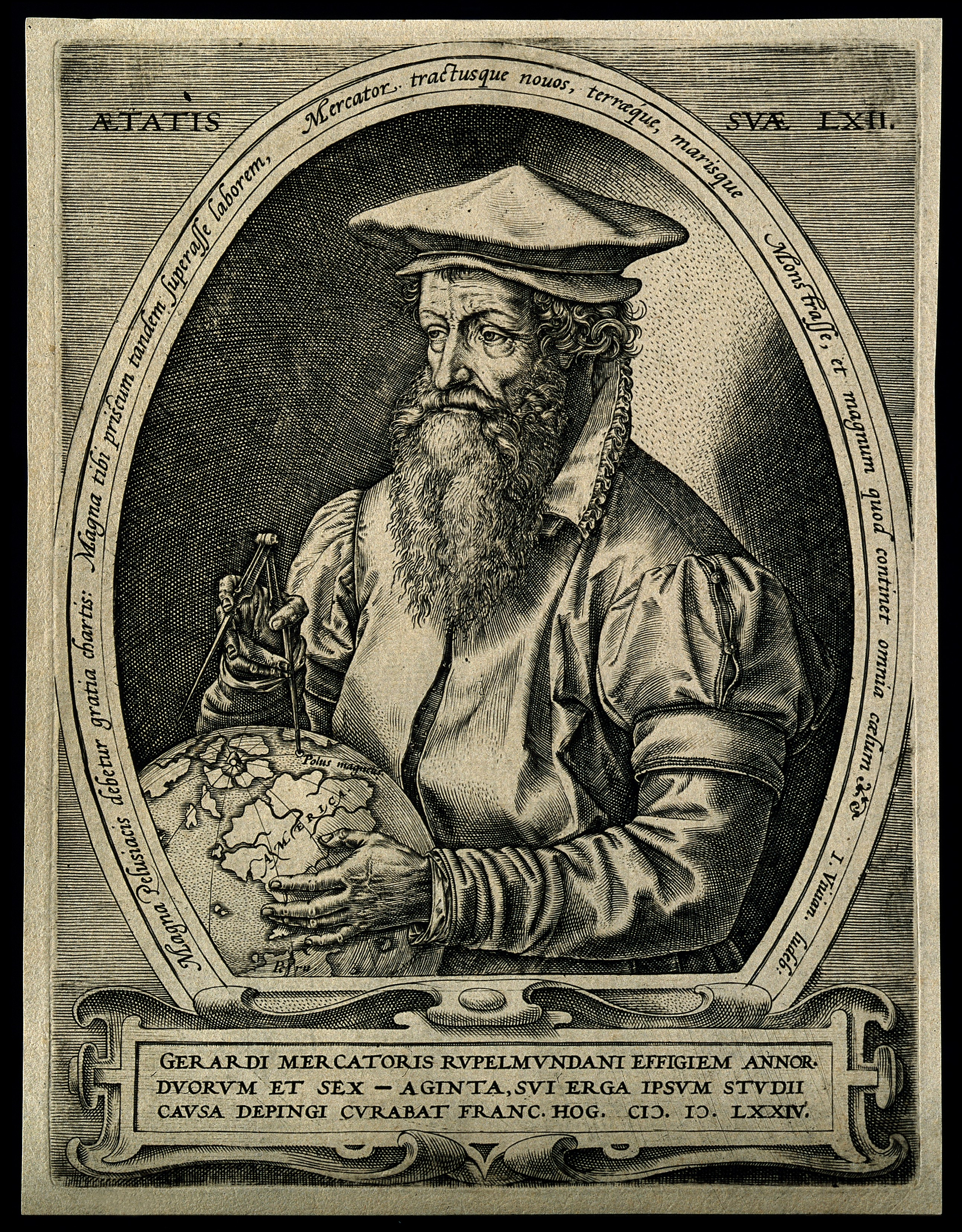
Gerardus Mercator flamand térképész

A geográfus olyan szakember, aki a földrajz tudományágban kutat, dolgozik. Mivel a földrajz multidiszciplinális tudomány, azaz sok más tudományágra (matematika, fizika, biológia stb.) épül, valamint ötvözi, felhasználja azokat, maga a geográfus is széles tudáskörrel rendelkezik. Az egyetemeken a Természettudományi Tanszékeken az országban néhány helyen folyik geográfus-oktatás. A 3–5. évfolyamban szakosodni lehet környezetkutatónak, településfejlesztőnek, geológusnak, geoinformatikusnak és turisztikai szakembernek (a szakirányok képző intézetenként változhatnak).

## Az általános képzés tantárgyai
- ásvány- és kőzettan
- csillagászat
- térképészet
- hidrológia, hidrogeográfia
- a Föld és az élet fejlődése
- általános természetföldrajz
- általános gazdaságföldrajz
- meteorológia és éghajlattan
- biogeográfia
- településföldrajz
- népességföldrajz
- távérzékelés és térinformatika
- tájökológia
- talajföldrajz és talajtan
- földrajzi övezetesség

A környezetkutató szakosodásban a tájjal, a környezeti elemekkel, a globális problémákkal, a környezetvédelemmel foglalkozik részletesebben. Gyakorlati tudását az elméleti oktatás mellett laboratóriumi órákon, valamint terepgyakorlatokon mélyítheti el.